# O Tigre e o Dragão (filme)
O Tigre e o Dragão (chinês simplificado: 卧虎藏龙; chinês tradicional: 臥虎藏龍; pinyin: Wòhǔ Cánglóng), também conhecido por Wo hu cang long e por seu título em inglês, Crouching Tiger, Hidden Dragon, é um filme produzido pela China, Taiwan, Hong Kong e Estados Unidos de 2000, do gênero wuxia/ação, dirigido por Ang Lee e com roteiro baseado em livro de Du Lu Wang. Uma sequência foi anunciada para 28 de agosto de 2015, tanto para o serviço de streaming Netflix, quanto em salas de cinema IMAX.

## Sinopse
O filme conta a história de duas mulheres, ambas exímias lutadoras do período da Dinastia Qing. Yu Shu Lien é uma viúva que mantém em segredo seus sentimentos por Li Mu Bai, mestre de artes marciais que, por respeito ao falecido pretendente de Shu Lien, reprime sua afeição por ela. Paralelamente, a jovem aristocrata Jen Yu enfrenta a perspectiva de um casamento arranjado, enquanto nutre o desejo por liberdade e autonomia. As trajetórias de ambas se cruzam após o roubo de uma antiga espada pertencente a Li Mu Bai, desencadeando uma série de eventos que ligam os personagens de maneira decisiva.

## Marketing
O filme foi adaptado em um jogo de vídeo, uma série de quadrinhos. Uma série de televisão de 34 episódios baseada no romance exibida em Taiwan, que foi lançado em 2004 como New Crouching Tiger, Hidden Dragon para os EUA e Canadá.

## Elenco
| Actor                          | Personagem     |
| ------------------------------ | -------------- |
| Chow Yun-Fat (ou Yun-Fat Chow) | Li Mu Bai      |
| Michelle Yeoh                  | Yu Shu Lien    |
| Zhang Ziyi                     | Jen            |
| Chang Chen                     | Lo             |
| Lung Sihung                    | Sir Te         |
| Cheng Pei-pei                  | Raposa de Jade |
| Fazeng Li                      | governador Yu  |
| Gao Zian                       | Bo             |
| Hai Yan                        | Madame Yu      |
| Wang Deming                    | Tsai           |
| Li Li                          | May            |

## Principais prêmios e indicações
Oscar 2001 (EUA)
- Venceu nas categorias de melhor filme estrangeiro, melhor fotografia, melhor direção de arte e melhor trilha sonora.
- Indicado nas categorias de melhor filme, melhor diretor, melhor roteiro adaptado, melhor edição, melhor figurino e melhor canção original.

Globo de Ouro 2001 (EUA)
- Venceu nas categorias de melhor diretor e melhor filme estrangeiro.

Grande Prêmio BR de Cinema 2002 (Brasil)
- Indicado na categoria de melhor filme estrangeiro.

 BAFTA 2001 (Reino Unido)
- Venceu nas categorias de melhor figurino, melhor diretor, melhor som e melhor filme em língua não inglesa.
- Indicado nas categorias melhor atriz (Michelle Yeoh), melho atriz coadjuvante (Ziyi Zhang), melhor direção de arte e melhor edição.

Prêmio Bodil 2001 (Dinamarca)
- Venceu na categoria de melhor filme não americano.

MTV Movie Awards 2001 (EUA)
- Venceu na categoria de melhor luta.
- Indicado na categoria de melhor filme e melhor atuação feminina (Ziyi Zhang).

Prêmio NYFCC 2000 (New York Film Critics Circle Awards)
- Venceu na categoria de melhor fotografia.

Prêmio Saturno 2001 (Academy of Science Fiction, Fantasy & Horror Films, EUA)
- Venceu na categoria de melhor filme de ação/aventura /suspense.
- Indicado nas categorias de melhor ator (Yun-Fat Chow), melhor atriz (Michelle Yeoh), melhor diretor, melhor figurino, melhor canção, melhor atriz coadjuvante (Ziyi Zhang) e melhor roteiro.